# Liste des maires de Coutances
La liste des maires de Coutances présente la liste des maires de la commune française de Coutances, située dans le département de la Manche en région Normandie.

## La mairie

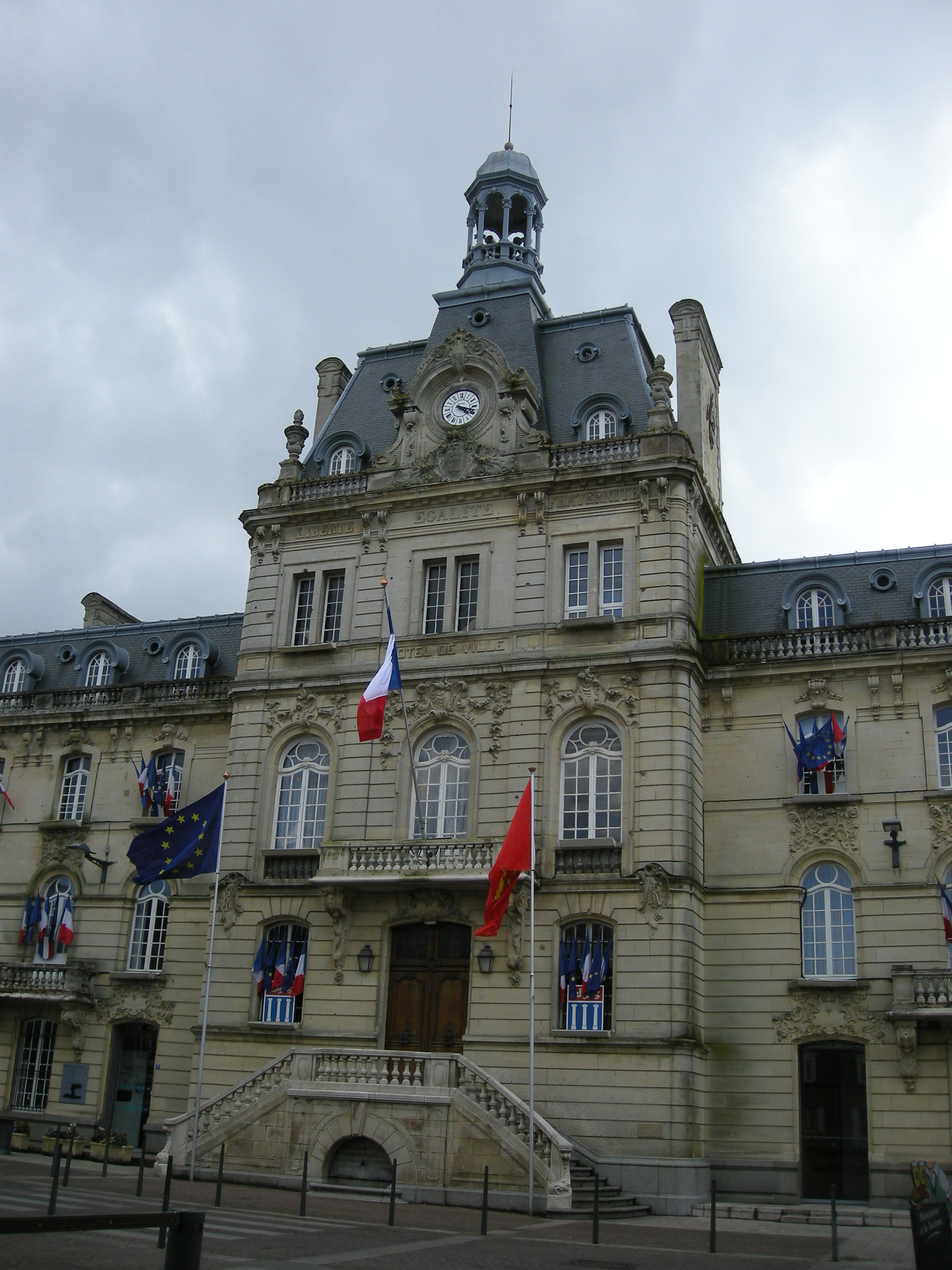
L'hôtel de ville de Coutances.

## Liste des maires

### Sous l'Ancien Régime
| Période      | Période | Identité                              | Étiquette | Qualité                                                                                             |
| ------------ | ------- | ------------------------------------- | --------- | --------------------------------------------------------------------------------------------------- |
| février 1693 | 1726    | Jean de Mons                          |           | Avocat, lieutenant-général du bailliage et siège présidial de Cotentin, sénéchal royal de Coutances |
| 1727         | 1732    | Jean-Baptiste Guillot                 |           | Sieur de Villemont                                                                                  |
| 1732         | 1735    | Antoine Lecomte                       |           | Sieur de Varocq                                                                                     |
| 1735         | 1746    | M. Le Boscain des Vallées             |           | |
| 1746         | 1748    | Vacance                               |           | |
| 1748         | 1751    | Jean-Baptiste Guillot                 |           | Sieur de Villemont                                                                                  |
| 1753         | 1757    | Guillaume Denis Lemaistre d'Annoville |           | |
| 1757         | 1760    | Vacance                               |           | |
| 1760         | 1763    | Nicolas Bichue de Tombelaine          |           | |
| 1763         | 1765    | Michel d'Annoville                    |           | |
| 1765         | 1770    | Christy de la Morinière               |           | |
| 1770         | 1773    | M. Levallois                          |           | |
| 1773         | 1783    | Nicolas Bichue de Tombelaine          |           | |
| 1783         | 1787    | Vacance                               |           | |
| 1787         | 1790    | Nicolas Frémin de Beaumont            |           | Magistrat                                                                                           |

### Entre 1790 et 1944
| Période                        | Période                | Identité                                                   | Étiquette           | Qualité |
| ------------------------------ | ---------------------- | ---------------------------------------------------------- | ------------------- | --- |
| juillet 1790                   | avril 1791 (démission) | Léonor de Cussy (1736-1794)                                |                     | |
| 1791                           | 1791                   | Jean François Lepigeon de Boisval (1759-1831)              |                     | Avocat |
| 1791                           | 1791                   | Elie Jacques Dubosq                                        |                     | |
| 1791                           | 1793                   | Jacques Germain-Despallières                               |                     | |
| 1793                           | 1794                   | Michel Levivier                                            |                     | |
| 1794                           | 1796                   | Pierre Louis Alexandre Drogy                               |                     | |
| 1796                           | 1797                   | Guillaume Lerond                                           |                     | |
| 1797                           | 1799                   | François-Jacques Legerais                                  |                     | |
| 1800                           | 1800                   | Jean-Baptiste Joubert                                      |                     | Imprimeur-libraire |
| avril 1800 (9 floréal an VIII) | août 1811              | Louis-Marie Duhamel                                        |                     | Notaire, ancien lieutenant général de police Député de la Manche (1815)                                                                       |
| 1811                           | 1816                   | Gabriel Frémin du Mesnil                                   |                     | député |
| mai 1816                       | août 1840              | Jacques-François Lepesant                                  |                     | Capitaine de cavalerie Conseiller général de Coutances (1833 → 1847)                                                                          |
| août 1840                      | février 1848           | Léopold Quenault (1808-1886)                               |                     | Fonctionnaire |
| mars 1848                      | septembre 1848         | Sébastien-Hyacinthe Poisson                                |                     | Juge de paix |
| septembre 1848                 | juillet 1849           | Pierre-Michel Dudouyt (1794-1859)                          |                     | Avocat |
| juillet 1849                   | mars 1850              | Léopold Quenault (1808-1886)                               |                     | Fonctionnaire Conseiller général de Montmartin-sur-Mer (1848 → 1849)                                                                          |
| mars 1850                      | 1868 (décès)           | Charles Brohyer de Littinère                               | Majorité dynastique | Avocat, juge de paix Député de la Manche (1852 → 1868) Conseiller général de Coutances (1852 → 1868)                                          |
| 1868                           | février 1876           | François Plaine (1815-1892)                                | Droite Monarchiste  | Sous-préfet honoraire Conseiller général de Bréhal (1864 → 1880)                                                                              |
| février 1876                   | mai 1892               | Achille Boissel-Dombreval (1831-1902)                      | Républicain         | Notaire Premier adjoint au maire (1871 → 1876) Conseiller général de Coutances (1880 → 1892)                                                  |
| mai 1892                       | mai 1900               | Alphonse Lair                                              |                     | Proviseur |
| mai 1900                       | mai 1904               | Charles Daireaux                                           |                     | Imprimeur Président du tribunal de commerce                                                                                                   |
| mai 1904                       | novembre 1919          | Émile Boissel-Dombreval (fils d'Achille Boissel-Dombreval) | AD-RG               | Juge d'instruction Député de la Manche (1910 → 1936) Conseiller général de Coutances (1904 → 1934) Président du conseil général (1930 → 1935) |
| novembre 1919                  | février 1922 (décès)   | Alfred-Victor Marie (1850-1922)                            |                     | Préfet honoraire |
| mai 1922                       | mai 1929               | Jacques Leconte                                            |                     | Médecin |
| mai 1929                       | mars 1941              | Paul Maundrell (1870-1944)                                 | FR                  | Avocat Conseiller général de Coutances (1934 → 1940)                                                                                          |
| mars 1941                      | octobre 1944           | Henri Guillard (1890-1952)                                 |                     | Chirurgien, directeur de clinique Nommé maire par le gouvernement de Vichy                                                                    |

### Depuis 1944
| Période         | Période                    | Identité                    | Étiquette       | Qualité |
| --------------- | -------------------------- | --------------------------- | --------------- | --- |
| octobre 1944    | 9 février 1947 (démission) | Edmond Paupert              |                 | Négociant |
| 26 février 1947 | 3 août 1962 (décès)        | Marcel Hélie (1897-1962)    | RS              | Orfèvre |
| octobre 1962    | mars 1977                  | Hervé Troude (1911-1978)    | Gaulliste       | Avocat, maire honoraire |
| mars 1977       | 23 décembre 1986 (décès)   | Georges Leclerc (1918-1986) | DVD puis CDS    | Ancien directeur général Président départemental du CDS |
| 12 janvier 1987 | 24 mars 2001               | René Audouard, (1929-2024)  | DVD             | Boucher et grossiste en viande Premier adjoint au maire (1977 → 1986) Président de la CC du canton de Coutances (1995 → 2001)                                    |
| 24 mars 2001    | 4 juillet 2020             | Yves Lamy,                  | RPR puis UMP-LR | Enseignant Adjoint au maire (1977 → 2001) Président de la CC du canton de Coutances (2001 → 2013) Président de la communauté du Bocage coutançais, (2014 → 2016) |
| 4 juillet 2020  | En cours                   | Jean-Dominique Bourdin      | UDI             | Chirurgien-dentiste Conseiller départemental de Coutances (2015 → 2021) 1er vice-président de la CC Coutances Mer et Bocage                                      |